# Гокінс (Вісконсин)
Гокінс (англ. Hawkins) — селище (англ. village) в США, в окрузі Раск штату Вісконсин. Населення — 331 особа (2020).

## Географія
Гокінс розташований за координатами 45°30′43″ пн. ш. 90°43′2″ зх. д. / 45.51194° пн. ш. 90.71722° зх. д. (45.511853, -90.717153).  За даними Бюро перепису населення США в 2010 році селище мало площу 5,76 км², з яких 5,73 км² — суходіл та 0,04 км² — водойми.

## Демографія
Згідно з переписом 2010 року, у селищі мешкало 305 осіб у 159 домогосподарствах у складі 84 родин. Густота населення становила 53 особи/км².  Було 182 помешкання (32/км²).
Расовий склад населення:
| - 97,0 % — білих - 0,3 % — корінних американців - 0,3 % — азіатів |

До двох чи більше рас належало 2,0 %. Частка іспаномовних становила 0,0 % від усіх жителів.
За віковим діапазоном населення розподілялося таким чином: 17,7 % — особи молодші 18 років, 60,7 % — особи у віці 18—64 років, 21,6 % — особи у віці 65 років та старші. Медіана віку мешканця становила 47,5 року. На 100 осіб жіночої статі у селищі припадало 110,3 чоловіків;  на 100 жінок у віці від 18 років та старших — 107,4 чоловіків також старших 18 років.
Середній дохід на одне домашнє господарство  становив 41 525 доларів США (медіана — 35 625), а середній дохід на одну сім'ю — 50 502 долари (медіана — 43 472). Медіана доходів становила 40 000 доларів для чоловіків та 31 125 доларів для жінок. За межею бідності перебувало 10,3 % осіб, у тому числі 15,7 % дітей у віці до 18 років та 7,2 % осіб у віці 65 років та старших.
Цивільне працевлаштоване населення становило 148 осіб. Основні галузі зайнятості: виробництво — 52,0 %, роздрібна торгівля — 11,5 %, освіта, охорона здоров'я та соціальна допомога — 8,1 %, будівництво — 6,8 %.